# Accept (juridik)
Accept är en juridisk term som innebär att en part godkänner en annan parts anbud. Accepten kan vara muntlig eller skriftlig. Genom en ren accept uppstår ett bindande avtal. För fast egendom och bostadsrätter ingås dock enligt svensk rätt ett bindande avtal först sedan ett skriftligt avtal undertecknats av parterna. I exempelvis Storbritannien är man i motsvarande situation tvungen att till accepten genast tillfoga: "subject to contract" för att markera, att man visserligen är överens i princip men att de närmare detaljerna skall preciseras i ett kommande, bindande skriftligt kontrakt.
Om den part som har fått ett anbud, i sin accept ställer annorlunda villkor än vad som framgår av anbudet, blir det en så kallad oren accept. En oren accept ska gälla som avslag i förening med ett nytt anbud enligt 1 kap 6 § avtalslagen.
Om den part som fått ett anbud svarar anbudsgivaren med en accept, men efter anbudets sluttid, så rör det sig om en sen accept. En sen accept gäller normalt som nytt anbud enligt 1 kap 4 § avtalslagen.
Om undantag se 1 kap 4 § andra st.